# Objektumperzisztencia
Az objektumperzisztencia egy objektumorientált, nyelvspecifikus, transzparens adattárolási módszer. Az első valóban perzisztens objektumokon alapuló adattárolási rendszer a Klaus Wuestefeld nevéhez fűződő Prevayler. 
A modell lényege, hogy az adatokat tartsuk a memóriában ahelyett, hogy relációs adatbázisba képeznénk le őket. Hogy a memória állapota visszaállítható legyen egy esetleges rendszerleállás/áramszünet, stb. után, a memória alapú adatbázis rendszer minden műveletet naplóz, valamint bizonyos időközönként egy mentést készít a memória állapotáról. Ha a rendszert újraindítjuk, a mentést visszatöltve, és a műveleteket a log alapján végrehajtva visszakapjuk a memória eredeti állapotát.
A megoldás előnyei
Mivel az adatok az adott programozási nyelv adatstruktúráiként vannak a memóriában, sokkal egyszerűbb a kezelésük, mint ha adatbázisba képeznénk le őket. Emellett az adatmanipulációk és olvasások nagyságrendekkel gyorsabbak (hiszen nincsenek adatbázis- és lemez műveletek), valamint sokkal kevesebb erőforrást igényelnek (nem kell SQL-eket értelmezni, lemezt kezelni, stb.)
A megoldás alkalmazásának előfeltételei
- Elegendő RAM-mal kell rendelkezni az adatbázis memóriában tartásához. Ez az esetek többségében teljesül is, hiszen a memória ára egyre olcsóbb, és egyre több áll belőle rendelkezésre. E mellett vannak virtuális memória kezelési technológiák, mellyel a fizikai memóriánál sokkal nagyobb tárolókapacitást biztosíthatunk a rendszernek.

- A rendszert használó programozónak be kell tartania néhány szabályt, pl. az adatok manipulálása csak loggolható command-ok formájában végezhető el.

## Implementációk
- Prevayler
- Space4J

## Fordítás
- Ez a szócikk részben vagy egészben  az   Object persistence című angol Wikipédia-szócikk fordításán alapul.  Az eredeti cikk szerkesztőit annak laptörténete sorolja fel. Ez a jelzés csupán a megfogalmazás eredetét és a szerzői jogokat jelzi, nem szolgál a cikkben szereplő információk forrásmegjelöléseként.

## Külső hivatkozások
- Rövid értekezés a memória alapú adatbázisokról